# Challenger 2

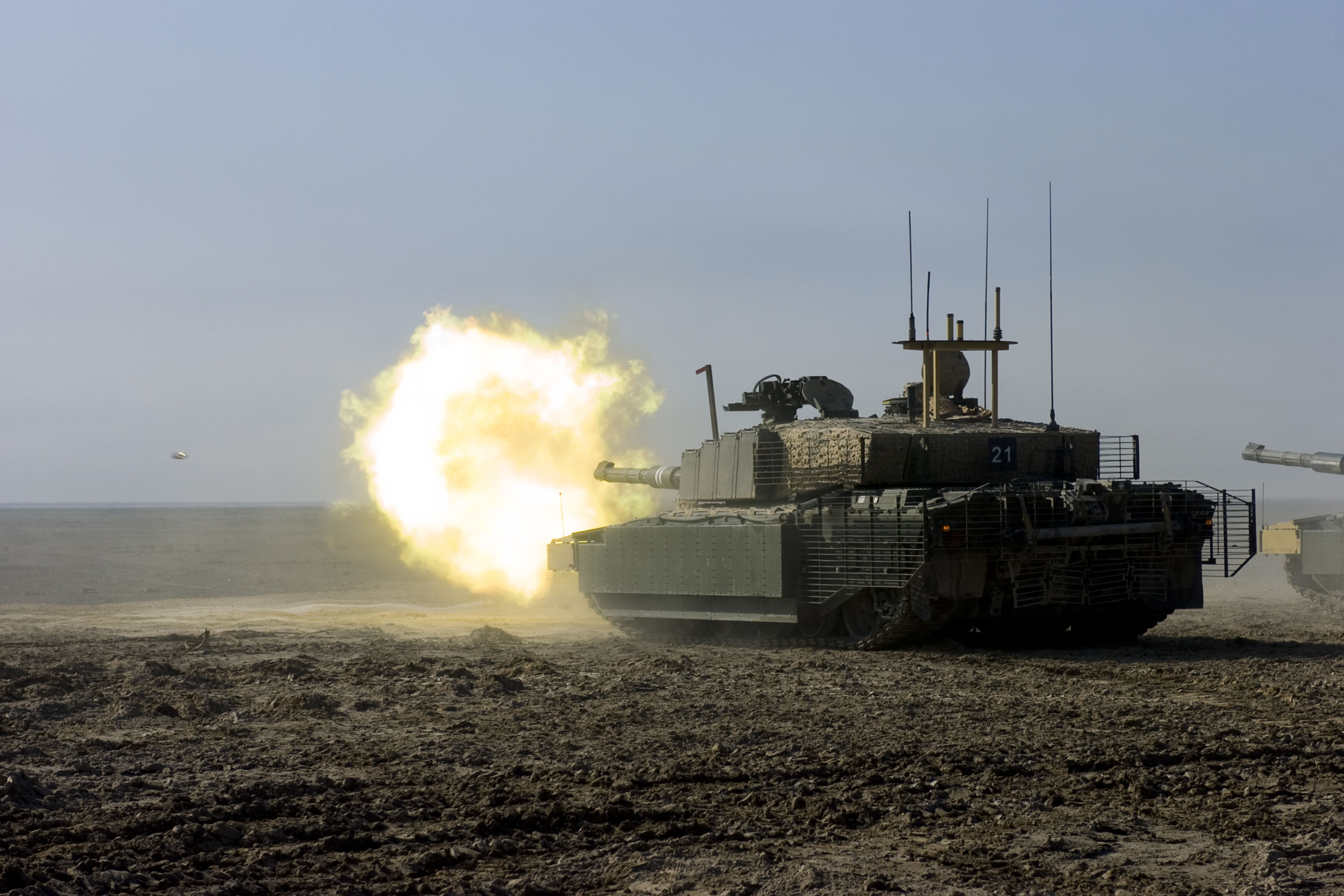
Brytyjski Challenger 2 podczas ćwiczeń w rejonie Basry w Iraku (2008)

Challenger 2 – czołg podstawowy produkcji brytyjskiej pochodzący z pierwszej połowy lat 90. XX wieku. Powstał on na bazie doświadczeń zebranych na swoim poprzedniku, czyli Challengerze 1, którego zastąpił. Należy do trzeciej generacji czołgów. Armia brytyjska odebrała pierwsze egzemplarze czołgu 25 lipca 1994 roku.

## Historia rozwoju
Challenger 2 to trzeci pojazd produkcji brytyjskiej o tej nazwie. Pierwszym był Mk VIII Challenger, z czasów II wojny światowej wykorzystujący podwozie czołgu Cromwell. Drugim był Challenger 1 z czasów wojny w Zatoce Perskiej, który był głównym czołgiem bojowym armii brytyjskiej od wczesnych lat 80. do połowy lat 90. Vickers Defence Systems zaczął rozwijać następcę Challengera 1 jako swoje prywatne przedsięwzięcie w 1986 roku. Po wydaniu wymagań kadrowych dla czołgu nowej generacji, Vickers przedłożył Ministerstwu Obrony plany czołgu Challengera 2.  Sekretarz Stanu ds. Obrony George Younger ogłosił w Izbie Gmin, że Vickers otrzyma kontrakt o wartości 90 milionów funtów na pojazd demonstracyjny, który został sfinalizowany w styczniu 1989 roku. W czerwcu 1991 roku, po rywalizacji z projektami innych producentów czołgów (w tym M1A2 Abrams i Leopard 2, Ministerstwo Obrony złożyło zamówienie za 520 milionów funtów na 127 czołgów podstawowych i 13 pojazdów szkoleniowych dla kierowców. Zamówienie na kolejne 259 czołgów i 9 trenerów kierowców (o wartości 800 milionów funtów) zostało złożone w 1994 roku. Oman zamówił 18 Challengerów 2 w 1993 roku i kolejne 20 czołgów w listopadzie 1997 roku. Produkcja rozpoczęła się w 1993 roku w dwóch głównych zakładach: Elswick, Tyne and Wear i Barnbow, Leeds, chociaż zaangażowanych było ponad 250 podwykonawców. Pierwsze czołgi zostały dostarczone armii w lipcu 1994 roku.

## Dane taktyczno-techniczne

### Uzbrojenie
Challenger 2 jest wyposażony w 120-milimetrową armatę czołgową L30A1 o długości 55 kalibrów, następcę działa L11 używanego w pojazdach Chieftain i Challenger 1. Czołg jest również uzbrojony w karabin maszynowy L94A1 EX-34 7,62 mm oraz karabin maszynowy L37A2 kal. 7,62 mm.  Challenger 2 posiada również możliwość zamontowania zdalnie sterowanego systemu uzbrojenia Leonardo „Enforcer” z karabinem maszynowym L37A2 (GPMG) 7,62 mm, ciężkim karabinem maszynowym 12,7 mm lub automatycznym granatnikiem 40 mm.

### Opancerzenie
Challenger 2 to ciężko opancerzony i dobrze chroniony czołg podstawowy. Wieżę i kadłub chroni pancerz Chobham drugiej generacji (znany również jako Dorchester). Bezpieczeństwo załogi było nadrzędne w projekcie, dlatego w pojeździe wykorzystano półprzewodnikowy napęd elektryczny do ruchu wieży i działa, eliminując w ten sposób tradycyjne ryzyko uszkodzenia układu hydraulicznego w przedziale załogi co wiąże się z jej poparzeniem. W razie potrzeby montowane są również zestawy pancerza reaktywnego, wraz z dodatkowym pancerzem prętowym. System ochrony jądrowej, biologicznej i chemicznej (NBC) znajduje się w tylnej części wieży. Kształt czołgu został również zaprojektowany tak, aby zminimalizować jego sygnaturę radarową. Po każdej stronie wieży znajduje się pięć wyrzutni granatów dymnych L8. Challenger 2 może również wytwarzać dym poprzez wtryskiwanie oleju napędowego do kolektorów wydechowych.

## Wersje
- Challenger 2E – wersja eksportowa, MTU 883 V-12 1500 KM sprzęgnięta z układem przeniesienia napędu Renk HSWL 295 i nowym systemem chłodzenia, system zarządzania polem bitwy, odnowiona architektura elektroniczna wieży, nowe SKO, Francuski stabilizowany celownik panoramiczny SAGEM VS580-10 ( dzień/noc ) dla dowódcy oraz SAVAN 15 działonowego. W Projekcie Aorta, procesie selekcji nowego czołgu podstawowego przez Południowoafrykańskie Siły Zbrojne, Challenger 2E wydawał się prawdopodobnym kandydatem, który mógł odnieść sukces, zanim cały program został zawieszony po zmianach rządowych. Próby w RPA, które odbyły się w czerwcu 1998 roku, zakończyły się minimalnym zwycięstwem Challengera 2E w porównaniu z bardziej zaawansowanym Leclerc EAU ze względu na finansowania Vickersa i ograniczonej koprodukcji. Greckie siły zbrojne chciały zastąpić starzejącą się flotę opartą na M48, a w 2003 r. Zorganizowano konkurencyjną próbę ewaluacyjną, w której brytyjska maszyna wzięła udział. Czołgi, które wzięły udział to M1A2, Leopard 2A5 ( w konfiguracji STRV 122 ), Challenger 2E, Leclerc EAU, T-80UE oraz T-84. Spośród sześciu typów czołgów podstawowych ocenianych podczas testów można było zdobyć maksimum 100 procent punktów na podstawie technicznej oraz operacyjnej, najlepszy wynik osiągnął Leopard 2A5 ( konfiguracja STRV 122 ), 78,65%; a za nim M1A2 Abrams, 72,21%;Leclerc EAU, 72,03%; i Challenger 2E, 69,19%. Następnie pojawił się T-84, a na końcu T-80UE. Leopard 2A5 był jedynym czołgiem, który zademonstrował zdolność głębokiego brodzenia, podczas gdy M1A2 miał najlepsze wyniki strzelania podczas starć typu hunter/killer. Niemiecki 1500-konny MTU Euro Power Pack był montowany zarówno w Leclerc EAU, jak i Challengerze 2E, a te dwa pojazdy miały najlepszy zasięg przelotowy i najniższe zużycie paliwa. T-80UE miał najlepszą mobilność i niezawodność. Znane są również niektóre wyniki strzelania z prób: Leopard 2A5 (80% trafień), Leclerc: (65%), T-84(47%), Challenger 2E (40%), Brak danych dla T-80UE i M1A2, zakłada się, że Challenger 2E osiągnął tak słabe wyniki w prowadzeniu ognia przez zastosowanie starszej generacji amunicji APFSDS oraz ładunków miotających.[5][6]

- Most samobieżny Titan – zbudowany na bazie Challengera, zastąpiły Chieftain Armored Vehicle Launched Bridge (ChAVLB)
- Trojan (AVRE) – pojazd wsparcia technicznego i rozminowania zbudowany na podwoziu Challengera 2
- DTT (Driver Training Tank) – pojazd szkolenia kierowców, charakteryzuje się oszkloną nadbudówką w miejscu wieży

## Galeria

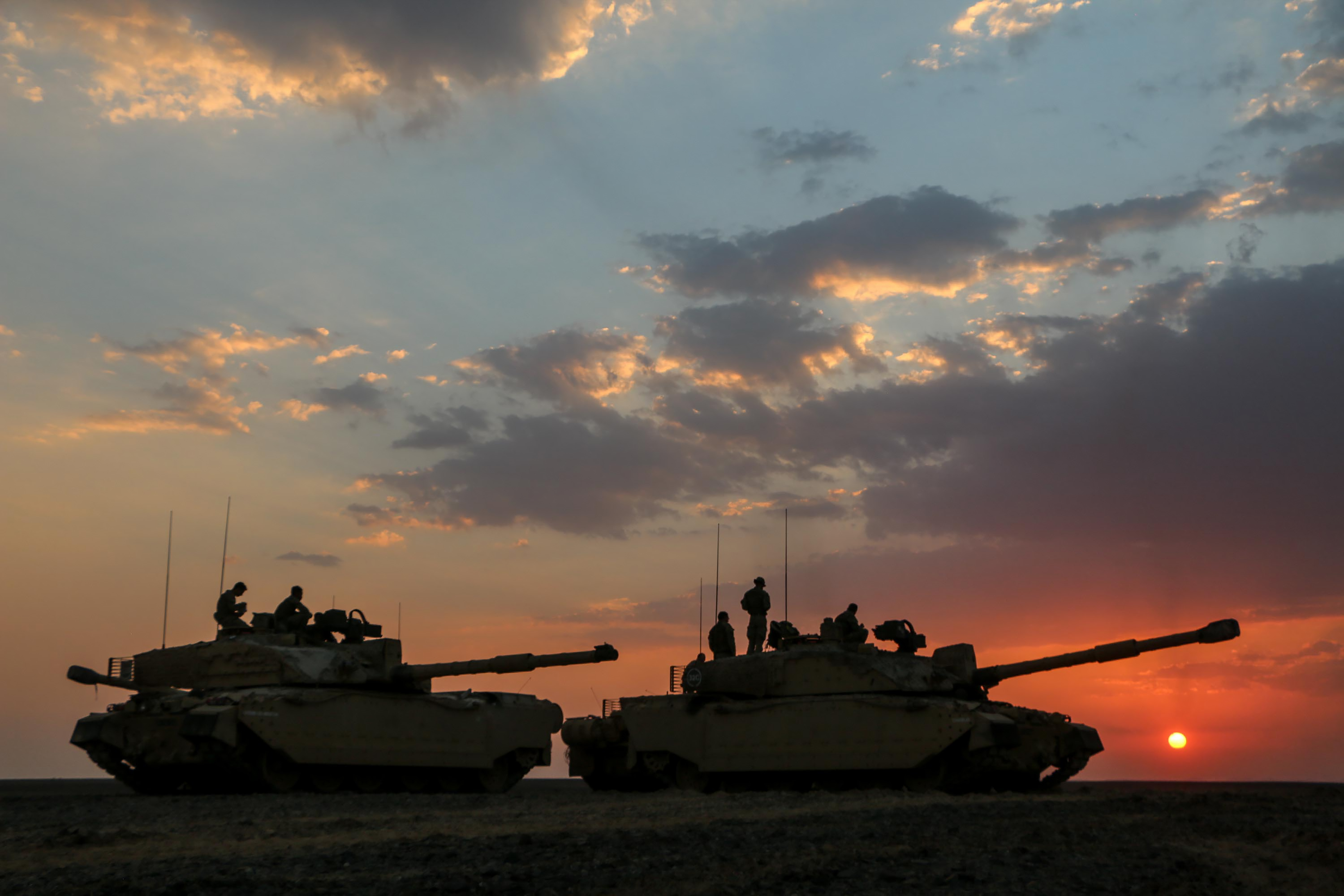
Brytyjskie (Challenger 2) i Omańskie (Challenger 2E) czołgi Challenger podczas wspólnych ćwiczeń
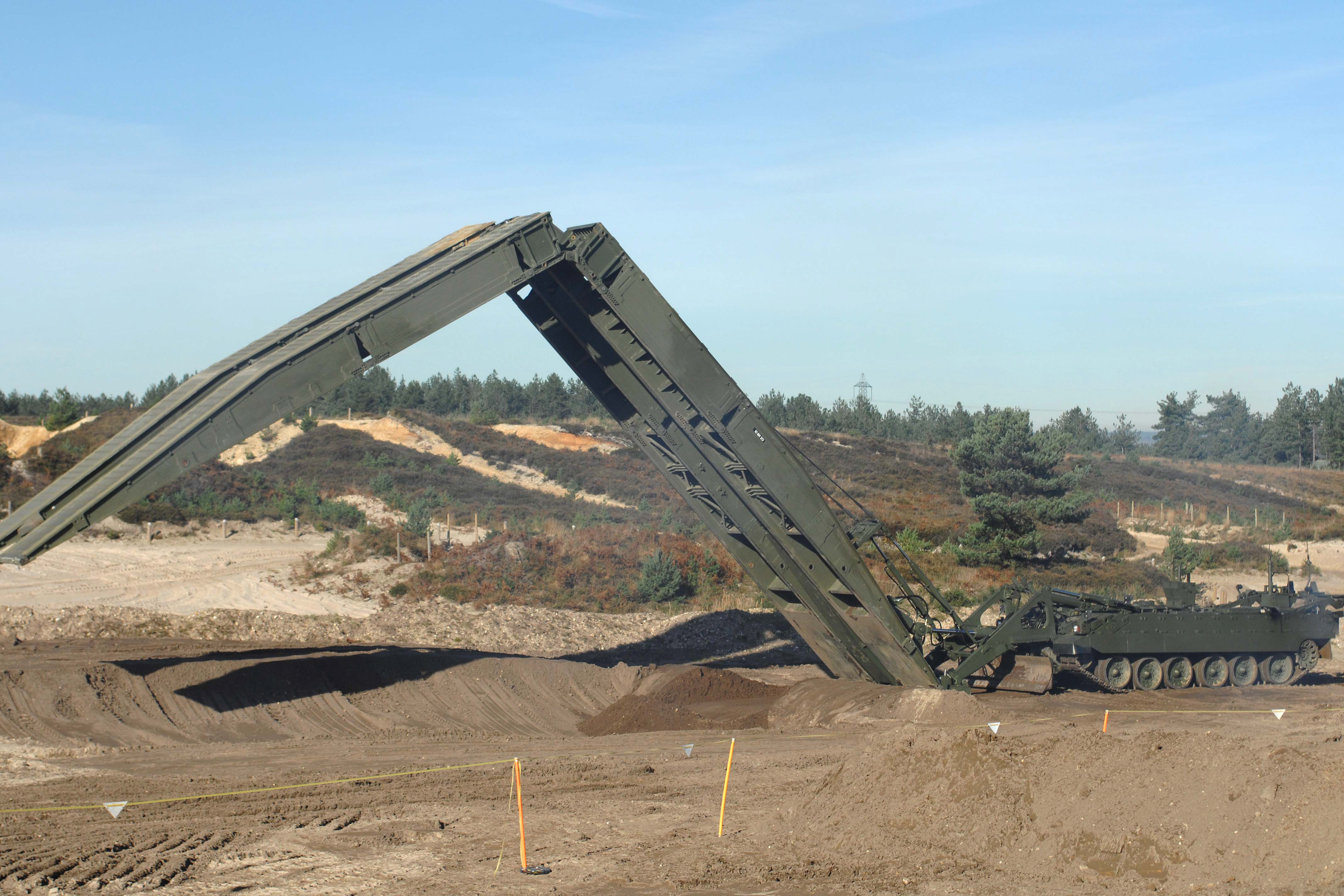
Most czołgowy Titan na podwoziu Challengera 2
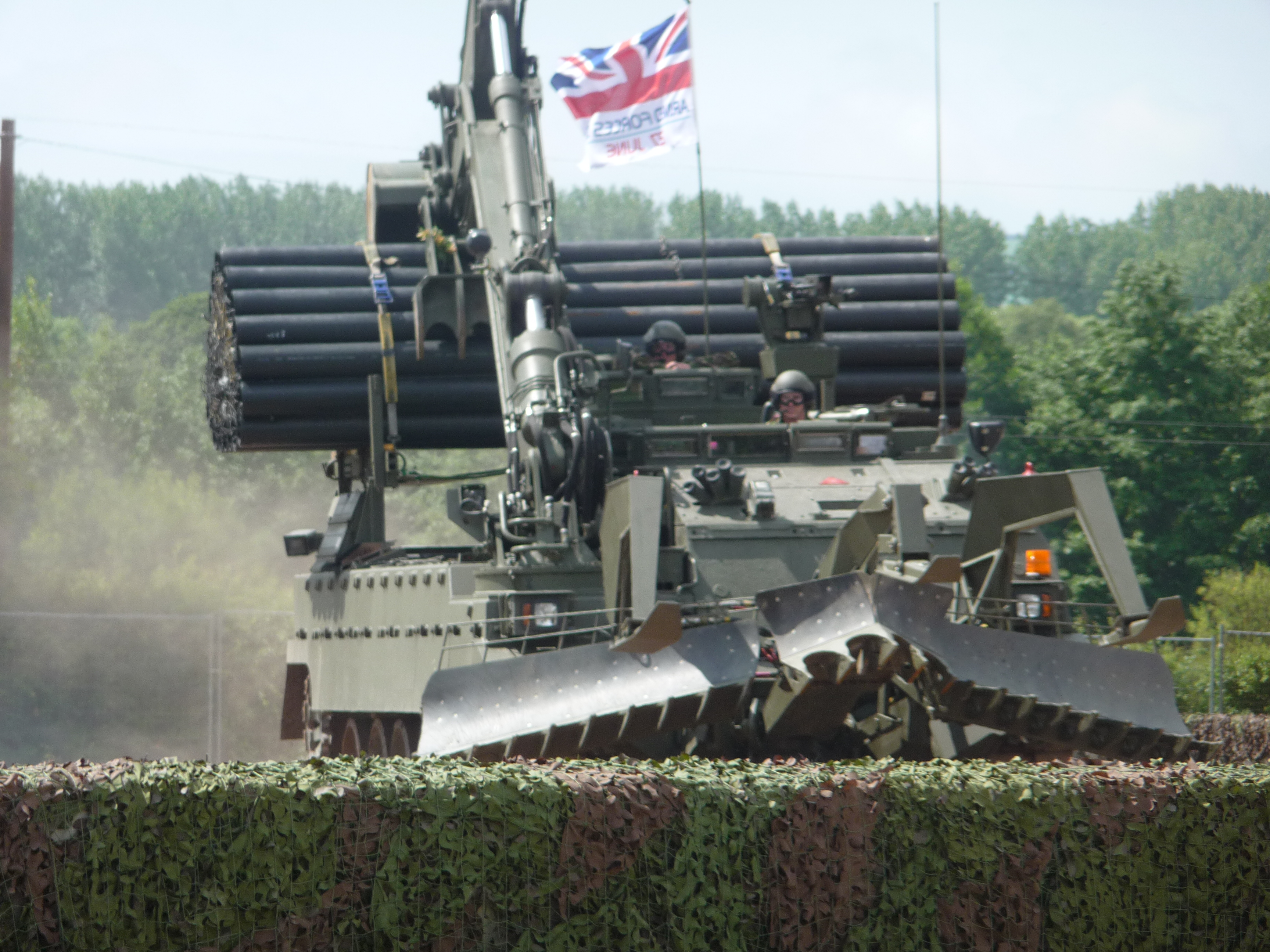
Trojan AVRE
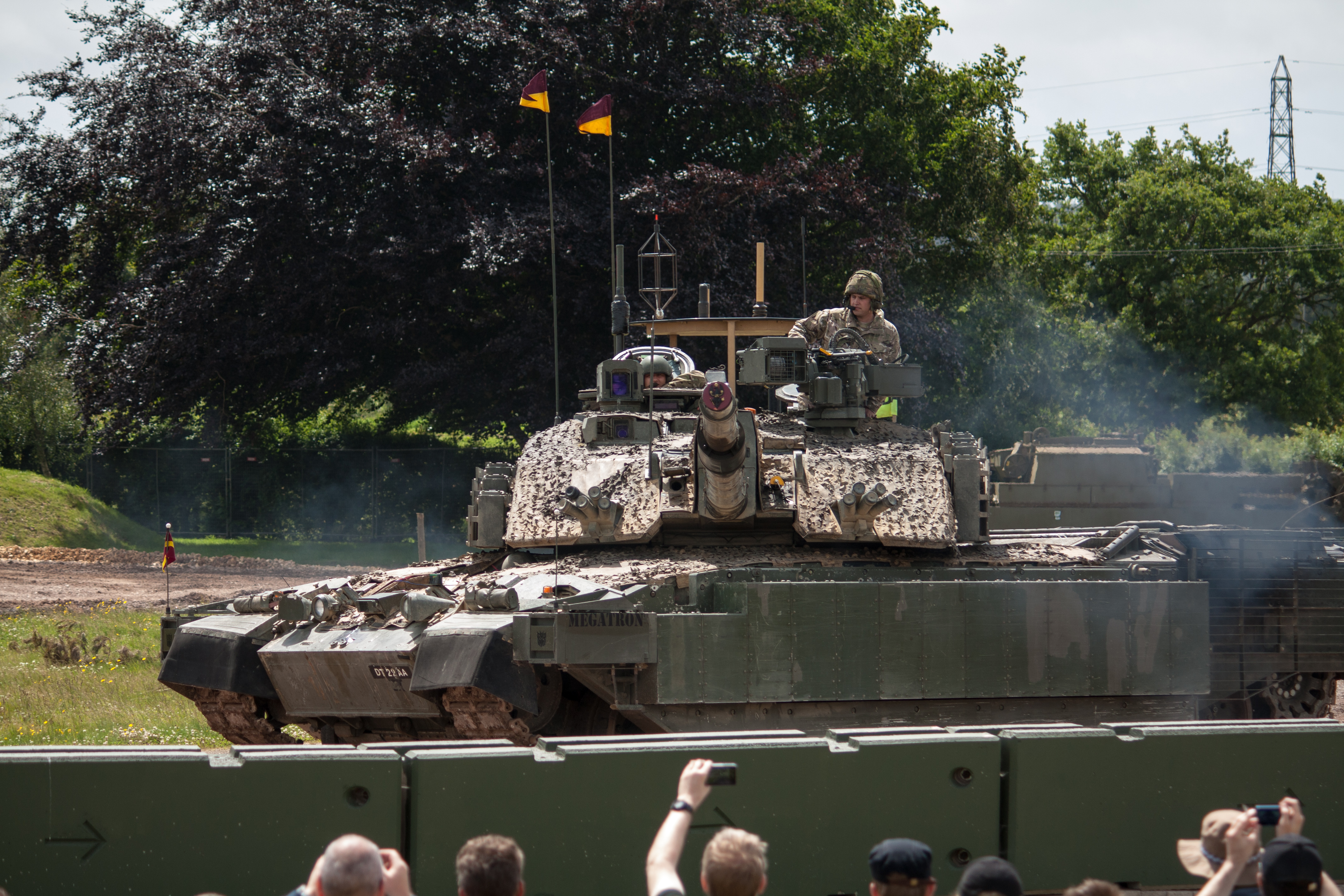
Challenger 2 z dodatkowymi panelami pancerza reaktywnego na bokach kadłuba

## Zastosowanie bojowe
Challengery brały udział w operacji w Kosowie oraz w wojnie w Iraku, gdzie wystrzeliły 540 pocisków odłamkowo-burzących oraz 1,9 tony amunicji przeciwpancernej z rdzeniami ze zubożonego uranu. 16 sierpnia 2023 roku pierwsze Challengery wkroczyły na linie frontu we wschodniej Ukrainie podczas toczącego się tam od 2022 roku konfliktu. W dniu 5 września 2023 roku opublikowano materiał przedstawiający pierwszy zniszczony przez Rosjan egzemplarz. Jest to zarazem pierwszy przypadek zniszczenia tego typu czołgu w wyniku ostrzału przeciwnika. 

## Użytkownicy
| Eksploatacja    | Eksploatacja |
| Państwo         | Liczba       |
| --------------- | ------------ |
| Wielka Brytania | 408          |
| Ukraina         | 28           |
| Oman            | 38           |